# الغارة (قصة)

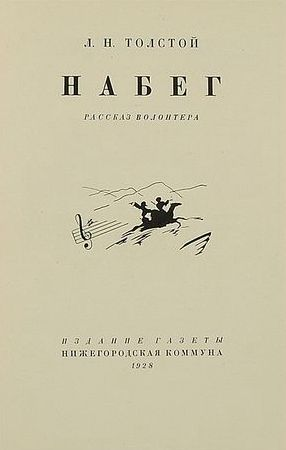
الغارة (ليو تولستوي) 1853

الغارة (بالروسية: Набег) قصة قصيرة للكاتب الروسي ليو تولستوي، وهي القصة الأولى التي كتبها عام 1852، ونُشرت عام 1853 في العدد 3 من «بيترسبرغر سوفريمينيك» لنيكولاي نيكراسوف باعتباره ثاني عمل نثري للمؤلف بعد السيرة الذاتية «الطفولة». تأخذ القصة شكل محادثة بين الراوي ونقيب عسكري حول طبيعة الشجاعة. تستند القصة إلى تجارب تولستوي الخاصة كطالب مدفعي متمركز في القوقاز.

## التحاق تولستوي بالجيش
قرر تولستوي ترك قريته، والتحق بالجيش الروسي وهو في سن الثالثة والعشرين. وشارك في حرب القرم بالقوقاز عام 1851، وشارك في بعض الحروب ضد جيش المريدين بقيادة الإمام شامل. وانضم إلى حرب البرنس غورتشاكوف، ثم عُين قائدًا لفرقة مدفعية بعد أن انتقل إلى سباستبول. وقد كتب عن بعض تجاربه في تلك الفترة والتي نُشرت في بعض الصحف فيما بعد.

## شخصيات القصة
الراوي: شاب مفتون بالحرب، ليس بمعنى المناورات التي ابتكرها الجنرالات ولكن بمعنى حقيقة الحرب، القتل الفعلي. لاكتشاف سبب قتل الجنود، وتحت تأثير الشعور، تطوع لمرافقة فوج روسي في غارة على تلال القوقاز التي يسيطر عليها رجال قبائل التتار. يرغب الراوي في فهم معنى الشجاعة ويناقش القضية مع قائد الفوج. يرسم الراوي صورة للحرب على أنها رائعة وشهامة في كثير من الأحيان ولكنها في نهاية المطاف غير مجدية، وعبثية، ومدمرة، مع عدم تحقيق أهداف واضحة أو جديرة بالاهتمام.
الكابتن بافيل إيفانوفيتش خلوبوف: نقيب مسن ذو شعر رمادي، أصيب بجروح خطيرة أربع مرات خلال سنوات الخدمة الطويلة في الجيش الروسي. رجل هادئ وشجاع ومتواضع محاط بضباط أصغر سنا. يرتدي القبطان معطفًا رثاً غير عسكري ويدخن التبغ الرخيص. يكتب لوالدته بواجبها مرة واحدة في العام، ولحمايتها، لم يكشف أبدًا عن إصابته بجروح خطيرة. في المعركة، يكون هادئًا ويقظًا، والرجال الذين تحت إمرته يقاتلون جيدًا ومهنياً لدرجة أنهم نادرًا ما يحتاجون إلى أمر منه. رجل ليس لديه أوهام بشأن الحرب - لأنه رأى الكثير من القتلى - يخدم في الجيش لأنه يعتقد أن الرجل يجب أن يخدم بلده. وبالنسبة للراوي، القبطان هو الشجاع حقًا.
الملازم أناتول إيفانيتش ألانين: جندي شاب ومتحمس بعد شهر من فيلق كاديت، قُتل خلال معركته الأولى في حملته الأولى، وقاد بلا داع هجومًا في الغابة خلال انسحاب منظم. شاب جميل ذو عيون سوداء مع المؤشرات الأولى فقط للشارب، يسعد إنساين ألانين بمشاركته في العمل لأول مرة حتى يتمكن من إثبات شجاعته وتفانيه. بينما يتعرض الجنود الروس للمضايقة أثناء انسحابهم، يواصل ألانين الصعود إلى القبطان متوسلاً الإذن لتوجيه الاتهام. لم يحصل على إذن عصى الأوامر وقتل.
الملازم روزنكرانز: متهور بلا داع، ومندفع، ويائس، مليء بالكراهية، والانتقام، وازدراء الجنس البشري. طويل القامة ووسيم، يمتطي الملازم أول روسينكرانز حصانًا أبيض ضخمًا ويضع نفسه في أرقى زخارف الحرب: سيوف، وخناجر، ومسدسات، وزي آسيوي. قاتل متعطش، أثناء القتال، يركب حصانه لأعلى ولأسفل طوق الجنود، وهو يصرخ بأوامره بصوت عالٍ أجش باستمرار. رجل بلا جدوى بشكل غير عادي، يصوغ حياته على أساس أبطال الأدب من أعمال ميخائيل ليرمونتوف. يتتبع أسلافه إلى فرانجيانز أول حكام روسيا، ويعتبر نفسه روسيًا خالصًا.
الجنرال: أنيق، لامع، مقلد بلا جدوى لفروسية فرنسية قديمة. في خضم المعركة، يحب الجنرال التحدث بعبارات فرنسية تافهة مع ضابطه الأصغر.

## ملخص القصة
تدور القصة أثناء حرب القوقاز، في منتصف يوليو 1851، حيث يتحرك تشكيل للقوات الروسية لإنهاء التقدم ضد شعوب جبال شرق القوقاز في داغستان والشيشان. يتحدث الراوي من منظور الشخص الأول، وهو المتطوع الحربي لو تولستوي، يدخل الحرب كمراقب مع كتيبة روسية. انضم الضابط البحري الجريء «أناتولي إيفانيتش ألانين» مؤخرًا لمشاركة الكابتن خلوبوف. عندما يتراجع الروس، يتعرضون للمضايقة من فرسان العدو. يقوم ألانين بطلعة طائشة مع رجاله ضد العدو، ودون موافقة قائد فرقته، الذي يصاب ويموت.

## نقد وتعليقات
قدم موقع بارتليباي تحليلاً لقصة «الغارة» جاء فيه: «يصُدم المرء على الفور بالتناقض القوي بين مشاهد الطبيعة السلمية ومشاهد المعارك العنيفة. في دقيقة واحدة، يتردد صدى أصوات صراصير الليل والضفادع بشكل ساحر خلال الليل، وفي اليوم التالي يمكنك سماع» رنة بندقية ثقيلة«و» صوت الحراب تلامس بعضها البعض«. في أحد المشاهد، يقف الجنرالات وهم يشاهدون المعركة الدموية أدناه، لكنهم يواصلون مناقشة الطبيعة الجميلة من حولهم كما لو أنه لا يوجد شيء آخر يستحق اهتمامهم. ومع ذلك، بعد القراءات الدقيقة، يتضح أن مشاهد الحرب والطبيعة ليست منفصلة كما تبدو. مع تقدم القصة، يبدأ الاثنان في التلاحم معًا، حتى يكاد يكون التمييز بينهما مستحيلًا. في الواقع، يمكن رؤية هذا الاندماج بمهارة من خلال مشاهد متعددة مع تطور القصة. منذ البداية، تبرز الطبيعة والحرب على حد سواء في القصة. لكن يتم تقديمها بشكل منفصل عن بعضها البعض».
كتب جيفري كاروثرز على موقع ايرنجو في 3 يوليو 2014: «من بين أكثر القصص تمجيدًا. بينما كتبها رجل بعيد عن القرن الحادي والعشرين في مكان ما منذ زمن بعيد، إلا أنه لا يزال يستدعي إعادة النظر في الحرب والشجاعة حتى في السياق الحديث... يتم إجبار القارئ على التساؤل عما يقود الأفراد إلى النقطة التي سيقتلون فيها الآخرين في المعركة. تبرز محادثة بين الراوي ورجل عسكري كيف كانت تبدو الأمور في أيام الاستعمار الروسي القديم. ما مدى اختلاف هذا التبادل بين الضباط في هذا القرن... يقدم تولستوي وجة نظر تفيد أن وسائل الإعلام الرئيسية ترفض البث في وقت الذروة. إن الحقائق المروعة لما تحولت إليه الشجاعة هي أكثر مما تستطيع العقول المحمية في هذا العصر التعامل معها. هل تسمح الشجاعة للتكنولوجيا، في الغالب، بخوض المعارك من أجلهم؟ لن يمر وقت طويل حتى لا يحتاج البشر من العالم الأول إلى دخول ميدان المعركة على الإطلاق. بدلاً من ذلك، فإن الآلات التي يتم التحكم فيها من بعيد، أو لا يتم التحكم فيها على الإطلاق، بدون عاطفة أو روح، تقتل. كيف سيجيب ليو تولستوي على السؤال إذا كان يكتب هذا الكتاب اليوم: هل هذه شجاعة؟».
قدم دافيلد وايت من جامعة ويسليان دراسة عن كيفية تطور قصة تولستوي الأولى جاء فيها: «القصة تقدم  نظرة ثاقبة حول كيفية تصور تولستوي في الأصل لواحد من أكثر الجوانب الهامة من كتاباته ... تقدم «الغارة» مثال مبكر على التوتر الإبداعي في كتابات تولستوي ... يقدم تولستوي صيغته الأفلاطونية كنموذجًا فلسفيًا يحاول تطبيقه على تجربة قتالية مباشرة ... يجمع بين النموذج الأفلاطوني، الساكن والموجه، نحو الشخصية مع السرد الديناميكي لوصف المجموع، والتصرفات الفردية لشخصياته. لذلك عندما يرى، أخيرًا، القتال في صورة خلوبوف متمسكاً بموقعه في الكمين الشيشاني، فهو لا يجد ببساطة الشخصية التي تجسد» الشجاعة الحقيقية«كما حددها في البداية بالصيغة الأفلاطونية. من خلال هذه النقطة في سرد القصة، فإن المؤلف خلق للقارئ فهمًا لظروف القتال وهذا الفهم ضمني يفهم من موقف خلوبوف الأخلاقي».
كتب دومنيك على موقع آبويت رسبكتيف في 25 سبتمبر 2013: «يتعلق الموضوع الرئيسي لتولستوي في هذا العمل بالشجاعة والجبن، ويتأصل في السؤال الرئيسي للراوي: ما هو تأثير الشعور الذي يأتي الرجل ... عندما يعرض نفسه للخطر، والأكثر إثارة للدهشة، ويقتل رفاقه من الرجال؟ ... بالتأكيد هذا سؤال مهم، ولكن هناك سؤالان آخران ملحان، أحدهما مباشر والآخر بشكل غير مباشر، يطرحهما تولستوي في سياق القصة ... ويتعلق بالعدالة والحفاظ على الذات:» إلى جانب من هو الشعور بالحفاظ على الذات وبالتالي بالعدالة؟«هذا السؤال يتعلق بالحرب: إلى جانب من فكرة» الحق«؟ هل يمكن أن يكون كلا الجانبين على حق؟ ماذا عن» الخطأ«؟ هل فكرة الحفاظ على الذات وتنفيذها تساوي تكلفة الحرب وتكلفة الاضطرار إلى حماية أنفسنا بشكل لا نهائي لأن الحرب التي يتم خوضها ليست قابلة للفوز بأي طريقة فعلية وواقعية؟ وإذا كان كل هذا يعود إلى التصورات المتجذرة في الأيديولوجيات ضيقة الأفق والمحققة بشكل ضيق، فأين تسقط» العدالة«؟ هل هي موجودة حتى؟».
كتب راي جاماتشي على موقع مركز موارد الأدب في 2004: "إن قيام ليو تولستوي، مؤلف كتاب "الحرب والسلام"، باستثمار الراوي في قصته القصيرة الأولى «الغارة» حول المشاركة العسكرية بمثل هذا الاهتمام، ليس مفاجئًا في حد ذاته. أثناء كتابة تحفته الملحمية، قبل تولستوي الحرب باعتبارها جانبا حتميا من الوجود البشري. يمكن القول إن هذا ليس هو نفس الرجل الذي دافع بعد سنوات قليلة عن موقف عدم مقاومة الشر، والذي كتب: "إذا كان هناك إله، فلن يسألني عندما أموت ... هل احتفظت ... بميناء آرثر .... سيسألني ... هل استوفيت شريعته؟" ومع ذلك، كما ذكر كاتب سيرته الذاتية أيلمر مود، "إلا أن صدقه الراسخ، ومعرفته الشخصية بالحرب، جعلته يصفها تمامًا لدرجة أن النتيجة ترقى إلى مرتبة الإدانة".

## وصلات خارجية
https://www.britannica.com/topic/The-Raid الغارة (قصة)
https://stringfixer.com/ar/The_Raid_(novel) الغارة (قصة)
https://www.goodreads.com/book/show/26235412 الغارة (قصة)
https://www.apoetsperspective.com/tolstoys-the-raid/ الغارة (قصة)